# محمد حسن التل
محمد حسن التل هو رئيس التحرير المسؤول لجريدة الدستور الأردنية. 
مواليد اربد عام 1965. حاصل على درجة البكالوريوس في الصحافة والاعلام من جامعة اليرموك عام 1987 ودبلوم عال في الإدارة من نفس الجامعة عام 1990
ويعمل التل في الدستور منذ 1987 وقد تدرج في المسؤولية مندوبا ثم محررا ثم نائبا لمدير التحرير ثم مديرا للتحرير ثم نائبا لرئيس التحرير ثم رئيسا للتحرير
تعين السيد محمد حسن التل في منصب رئيس التحرير المسؤول لجريدة «الدستور» خلفا للدكتور نبيل الشريف بتاريخ 23/2/2009.